# John Kirk Townsend
John Kirk Townsend (Filadelfia, 10 de agosto de 1809 - Washington D. C., 8 de febrero de 1851) fue un explorador, botánico, y ornitólogo estadounidense.

## Biografía
Townsend era un cuáquero originario de Filadelfia, hijo de Charles Townsend y de Priscilla Kirk. Concurrió al Westtown School en West Chester (Pensilvania) y se entrenó como cirujano y farmacéutico. Desarrolló interés en la historia natural en general y en colecciones ornitológicas en particular.
En 1833, fue invitado por el botánico Thomas Nuttall para unirse a la 2.ª expedición de Nathaniel Jarvis Wyeth a través de las Montañas Rocallosas hacia el océano Pacífico. Recogió un número de animales nuevos para la ciencia. Esas aves incluían al chorlito montañés Charadrius montanus, vencejo de vaux Chaetura vauxi, arnolod ventrinegro Calcarius ornatus, reinita gris Setophaga nigrescens, reinita bicolor Setophaga townsendi, cuitlacoche de las artemisias Oreoscoptes montanus; y, una serie de mamíferos, tales como la ardilla de Douglas Tamiasciurus douglasii; varios de los cuales fueron descritos por el zoólogo John Bachman (1839) a partir de muestras recogidas por Townsend.

### Familia
Era hijo de Charles Townsend y de Priscilla Kirk, teniendo cinco hermanos y cuatro hermanas. Su hermana Mary escribió el libro "Life In the Insect World" en 1844. Y Mary y su otra hermana, Hannah, escribieron "The Anti-Slavery Alphabet" (El Alfabeto Anti-Esclavitud) en 1846, que se vendió en la Feria contra la Esclavitud en Filadelfia. Su hermano Eduardo fue presidente de la Institución Filadelfia para la Instrucción de Ciegos y ayudó a organizar el Philadelphia Dental College.

### Oregón
Cuando vivió en Fort William, Oregón, Townsend se desempeñó como magistrado designado para el primer juicio oral y público por europeos en Oregón. Esto ocurrió cuando el armero del puesto, Thomas J. Hubbard, atacó y mató al sastre de la fortaleza en una discusión por la joven nativa Mary St. Martin. El armero fue absuelto por un jurado al entender que la muerte fue un homicidio justificado. Posteriormente Hubbard se casó con ella el 3 de abril de 1837.

### Obra
Townsend recolectó numerosos especímenes de animales durante sus viajes, enviando a muchos de ellos, de vuelta a Audubon para su posterior evaluación y caracterización. Audubon dio a Townsend amplia autoridad en el nombramiento de los especímenes que recolectaba.
A su regreso, Townsend escribió The Narrative of a Journey across the Rocky Mountains to the Columbia River and a Visit to the Sandwich Islands (Narrativa de un viaje a través de las montañas rocosas al río Columbia y una visita a las Islas Sandwich) (1839) Este es un relato de un viaje, por la expedición de Wyeth, sobre las Montañas Rocosas hasta el Océano Pacífico, entre 1834 y 1835.
Un número de mamíferos, se nombraron para Townsend. Muchos de ellos fueron descritos a partir de muestras recogidas durante sus viajes: el roedor "ardilla de Townsend" Spermophilus townsendii endémica de la región sudoeste del Estado de Washington. Tamias townsendii, Scapanus townsendii, Microtus townsendii, presentes en el noroeste de EE. UU. y al sudoeste de la Columbia Británica.
Townsend murió de envenenamiento por arsénico. Había desarrollado una fórmula que utilizaba en preparaciones de taxidermia y el arsénico era el ingrediente "secreto".

## Otras publicaciones
- 2007. John Kirk Townsend: collector of Audubon's western birds and mammals. Con Barbara Mearns, Richard Mearns. Ed. ilustrada de B. & R. Mearns, 389 p. ISBN 0955673909, ISBN 9780955673900
- 1978. Across the Rockies to the Columbia. Con Donald Jackson. Ed. ilustrada, reimpresa de Univ. of Nebraska Press, 259 p. ISBN 0803244029, ISBN 9780803244023
- 1874. Excursion to the Oregon. Chambers' miscellany of instructive and entertaining tracts 138. Ed. W. & R. Chambers, 32 p.

## Epónimos
Género
- (Ericaceae) Schweinitzia Elliott[7]

Especies (17 + 4 + 2)
- (Asteraceae) Helianthus schweinitzii Torr. & A.Gray[8]
- (Cyperaceae) Mariscus schweinitzii (Torrey) T.Koyama[9]